# Kultura Fosna

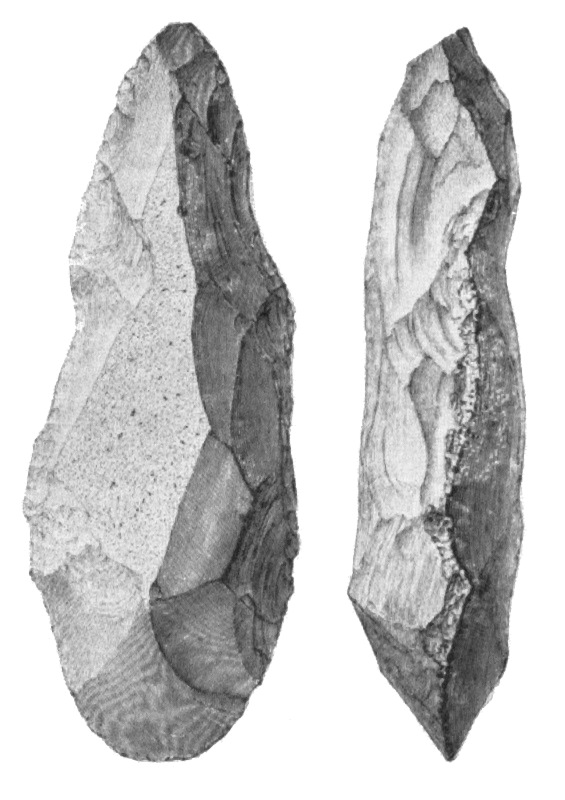
Ciosak

Kultura Fosna (od rejonu Norwegii) – postpaleolityczna kultura w zachodniej Norwegii. Datowana na początek holocenu (8300 – 7300 B.C. lub 12 000 – 10 500 cal BP). Wraz z ociepleniem klimatu na północ przesuwają się grupy kompleksu z ostrzami trzoneczkowatymi, tworząc tę kulturę. W Szwecji nosi nazwę kultury Hensbecka, od stanowiska na północ od Göteborga.
W inwentarzach tej kultury występują m.in. ostrza trzoneczkowate ze skośnie uformowanym półtylcem, mikrolity (romby i segmenty), skośne trapezy oraz ciosaki.
Nosiciele tej kultury wędrują dalej na północ, gdzie dają początek nowej jednostce – kulturze Komsa.